# Roses (OutKast-Lied)
Roses ist ein R&B-Song des US-amerikanischen Rap-Duos OutKast. Er wurde 2003 erstmals auf dem Album Speakerboxxx/The Love Below und 2004 als Single veröffentlicht.

## Inhalt und Erfolg
Im Lied attackiert Andre Benjamin eine junge Frau namens Caroline, die meint, sie wäre immer gut, was aber nicht der Fall ist. Der Song wurde zu einem Top-10-Hit in Australien, Kanada, dem Vereinigten Königreich und den Vereinigten Staaten.

## Musikvideo
Ein Mann durchsucht ein Jahrbuch und findet irgendwann ein Foto von Caroline Jones (gespielt von April Clark). Als Nächstes erscheint Big Boi. Er erhält einen Zettel, auf dem die Frage erscheint, ob sie mit ihm am Valentinstag ausgehe. Doch anstatt einfach „Ja“ oder „Nein“ anzukreuzen, schrieb sie „Vielleicht“ hin. Big Boi ist frustriert und ruft seine Speakerboxxx-Gang zu sich.
Daraufhin wechselt das Szenario zu einer Bühne in einer Schule, auf der am Anfang eine ältere Frau Klavier spielt. Dann erscheint André 3000, der den Song mit seiner „The Love Below-Crew“ als Musical-Aufführung singt. Kurze Zeit später erscheint die Speakerboxxx-Crew mit Big Boi und beginnt zu randalieren.
Am Ende gelingt es einem anderen jungen Mann, Carolines Herz mit einer Rose und den Worten “Alright, now you be here with the Speakerboxes and the Love Ahead, or you can get with the Katt and some bread. Huh, what do you think? Shall we go? Moving” zu erobern. Er findet, sie solle noch einmal zurückschauen und alles zurücklassen, was sie dann auch tut.
Am Schluss ist die Person am Jahrbuch eingeschlafen.

## Kommerzieller Erfolg

### Chartplatzierungen
| ChartsChartplatzierungen       | Höchstplatzierung | Wochen |
| ------------------------------ | ----------------- | ------ |
| Deutschland (GfK)              | 21 (12 Wo.)       | 12     |
| Österreich (Ö3)                | 18 (21 Wo.)       | 21     |
| Schweiz (IFPI)                 | 65 (12 Wo.)       | 12     |
| Vereinigte Staaten (Billboard) | 9 (21 Wo.)        | 21     |
| Vereinigtes Königreich (OCC)   | 4 (9 Wo.)         | 9      |

| ChartsJahrescharts (2004)      | Platzierung |
| ------------------------------ | ----------- |
| Vereinigte Staaten (Billboard) | 56          |

### Auszeichnungen für Musikverkäufe
| Land/Region                  | Auszeichnungen für Musikverkäufe (Land/Region, Auszeichnung, Verkäufe) | Verkäufe  |
| ---------------------------- | ---------------------------------------------------------------------- | --------- |
| Australien (ARIA)            | 2× Platin                                                              | 140.000   |
| Dänemark (IFPI)              | Gold                                                                   | 45.000    |
| Deutschland (BVMI)           | Gold                                                                   | 150.000   |
| Neuseeland (RMNZ)            | 2× Platin                                                              | 60.000    |
| Vereinigte Staaten (RIAA)    | 3× Platin                                                              | 3.000.000 |
| Vereinigtes Königreich (BPI) | Platin                                                                 | 600.000   |
| Insgesamt                    | 2× Gold · 8× Platin ·                                                  | 4.015.000 |